# Evans Mogaka
Evans Mogaka (* 21. Dezember 1949) ist ein ehemaliger kenianischer Hindernis- und Langstreckenläufer.
Bei den Olympischen Spielen 1972 in München schied er über 5000 m im Vorlauf aus.
Über 3000 m Hindernis gewann er 1973 bei den Panafrikanischen Spielen Silber und 1974 bei den British Commonwealth Games in Christchurch Bronze.

## Bestzeiten
- 5000 m: 13:51,2 min, 1972
- 3000 m Hindernis: 8:24,0 min, 27. Juni 1973, Helsinki